# Giji Harem
Giji Harem (疑似ハーレム Giji Hāremu?, lit. Pseudo Harem) es una serie de manga japonesa escrita e ilustrada por Yū Saitō. Se publicó como webcomic en la cuenta de X (antes Twitter) de Saitō desde el 20 de junio de 2018 hasta el 5 de marzo de 2021, y luego se serializó en paralelo en Gekkan Shōnen Sunday de Shōgakukan desde el 12 de enero de 2019 hasta el 12 de marzo de 2021, con sus capítulos recopilados en seis volúmenes tankōbon. Una adaptación a serie de televisión de anime producida por Nomad se emitió de julio a septiembre de 2024.

## Sinopsis
Eiji Kitahama, un estudiante de segundo año de secundaria, anhelaba la popularidad más que nada. Sus días estaban llenos de sueños de estar rodeado de compañeros que lo admiraran. Entra Rin Nanakura, su junior en el club de teatro, quien decidió usar sus extraordinarias habilidades de actuación para ayudar a Eiji a lograr este noble objetivo. Con su talento, creó un harén de chicas amorosas, cada una de las cuales colmaba de afecto a Eiji. Pero detrás de estos diversos personajes estaba la propia Rin, y sus sentimientos por Eiji eran genuinos, aunque Eiji no lo supiera.
Mientras Eiji disfrutaba de la atención de las diversas "chicas", no pudo evitar sentirse encantado por las vibrantes actuaciones de Rin. Su actuación colorida y dinámica trajo alegría a su vida, dejándolo preguntándose si la actriz detrás de estos papeles alguna vez encontraría un camino hacia su corazón. La línea entre la realidad y la actuación se desdibujó, creando un drama cautivador en sí mismo, donde Eiji podría descubrir que el amor más genuino proviene de la única persona que había estado allí todo el tiempo.

## Personajes
Eiji Kitahama (北浜 瑛二 Kitahama Eiji?)
 Seiyū: Nobuhiko Okamoto (Anime), José Luis Piedra (español latino)
Rin Nanakura (七倉 凛 Nanakura Rin?)
 Seiyū: Saori Hayami (Anime), Sofía Baltazar (español latino)
Ayaka Nanakura (七倉 綾香 Nanakura Ayaka?)
 Seiyū: Mai Narumi, Noelia Lestani (español latino)
Motokuni Nakayama (中山 元邦 Nakayama Motokuni?)
 Seiyū: Junichi Suwabe, Tommy Rojas (español latino)
Tsuguto Iwata (岩田 嗣人 Iwata Tsuguto?) / Tsu-chan (つーちゃん?)
 Seiyū: Kōji Yusa, Matías Carossia (español latino)
Megu (めぐ?)
 Seiyū: Maria Abo, Kámala Videla (español latino)
Kiri Shirasawa (白沢 きり Shirasawa Kiri?)
 Seiyū: Minako Sato, Agostina Longo (español latino)

## Contenido de la obra

### Manga
Giji Harem está escrito e ilustrado por Yū Saitō. La serie se publicó por primera vez como webcomic en la cuenta de Twitter de Saitō del 20 de junio de 2018 al 5 de marzo de 2021. El manga se serializó posterior y paralelamente en Gekkan Shōnen Sunday de Shōgakukan desde el 12 de enero de 2019 hasta el 12 de marzo de 2021. Shogakukan recopiló sus capítulos en seis volúmenes tankōbon, publicados desde el 12 de marzo de 2019 hasta el 12 de abril de 2021.
| Volúmenes de manga publicados | Volúmenes de manga publicados | Volúmenes de manga publicados |
| Número                        | Fecha de publicación          | ISBN                          |
| ----------------------------- | ----------------------------- | ----------------------------- |
| 1                             | 12 de marzo de 2019           | ISBN 9784091290953            |
| 2                             | 8 de agosto de 2019           | ISBN 9784091293657            |
| 3                             | 10 de enero de 2020           | ISBN 9784091295804            |
| 4                             | 12 de junio de 2020           | ISBN 9784098501403            |
| 5                             | 12 de noviembre de 2020       | ISBN 9784098503254            |
| 6                             | 12 de abril de 2021           | ISBN 9784098504688            |

### Anime
El 10 de abril de 2023 se anunció una adaptación de la serie a anime. La serie está producida por Nomad y dirigida por Toshihiro Kikuchi, con Yūko Kakihara a cargo de los guiones de la serie, Yoshihisa Sato diseñando los personajes, Pony Canyon acreditado por la producción musical y Takeshi Watanabe componiendo la música. La serie se emitió del 5 de julio al 20 de septiembre de 2024 en Tokyo MX y otras cadenas. Gohobi interpretará el tema de apertura "Blouse", mientras que Saori Hayami interpretará el tema final "Ad-lib" como su personaje Rin Nanakura. Crunchyroll obtuvo la licencia de la serie fuera de Asia. Medialink obtuvo la licencia de la serie en el este y sudeste de Asia para su transmisión en el canal de YouTube de Ani-One Asia.
El 18 de junio de 2024, Crunchyroll anunció que la serie había recibido un doblaje en español latino, la cual se estrenó el 25 de julio.

## Recepción
En 2019, la serie fue nominada para el quinto Next Manga Award en la categoría de manga impreso y ocupó el puesto 7 entre 50 nominados.